# Rennrad

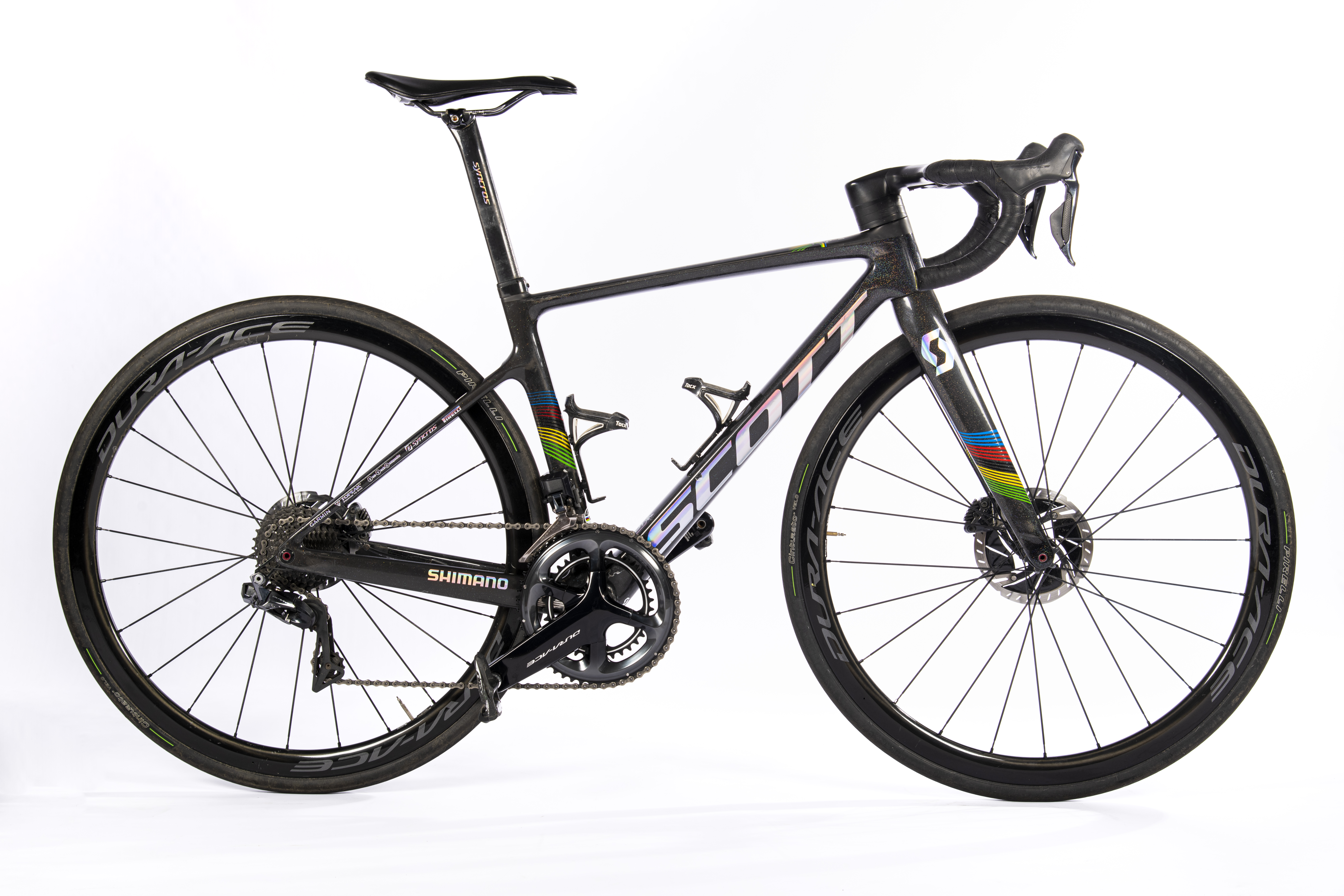
Rennrad

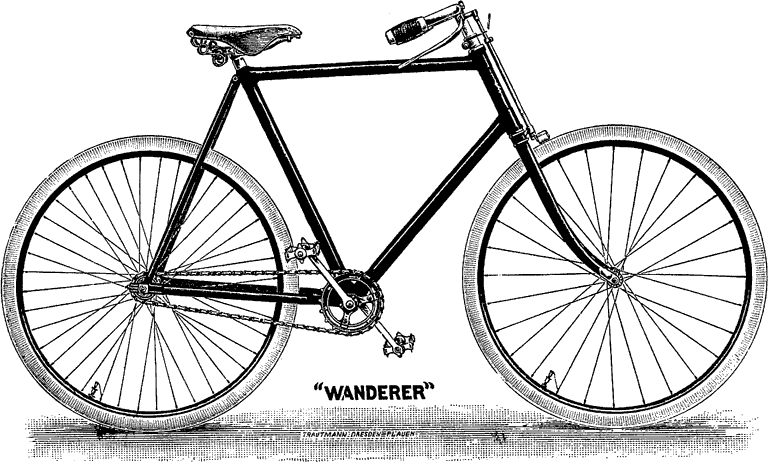
Historische Straßenrennmaschine der Firma Wanderer

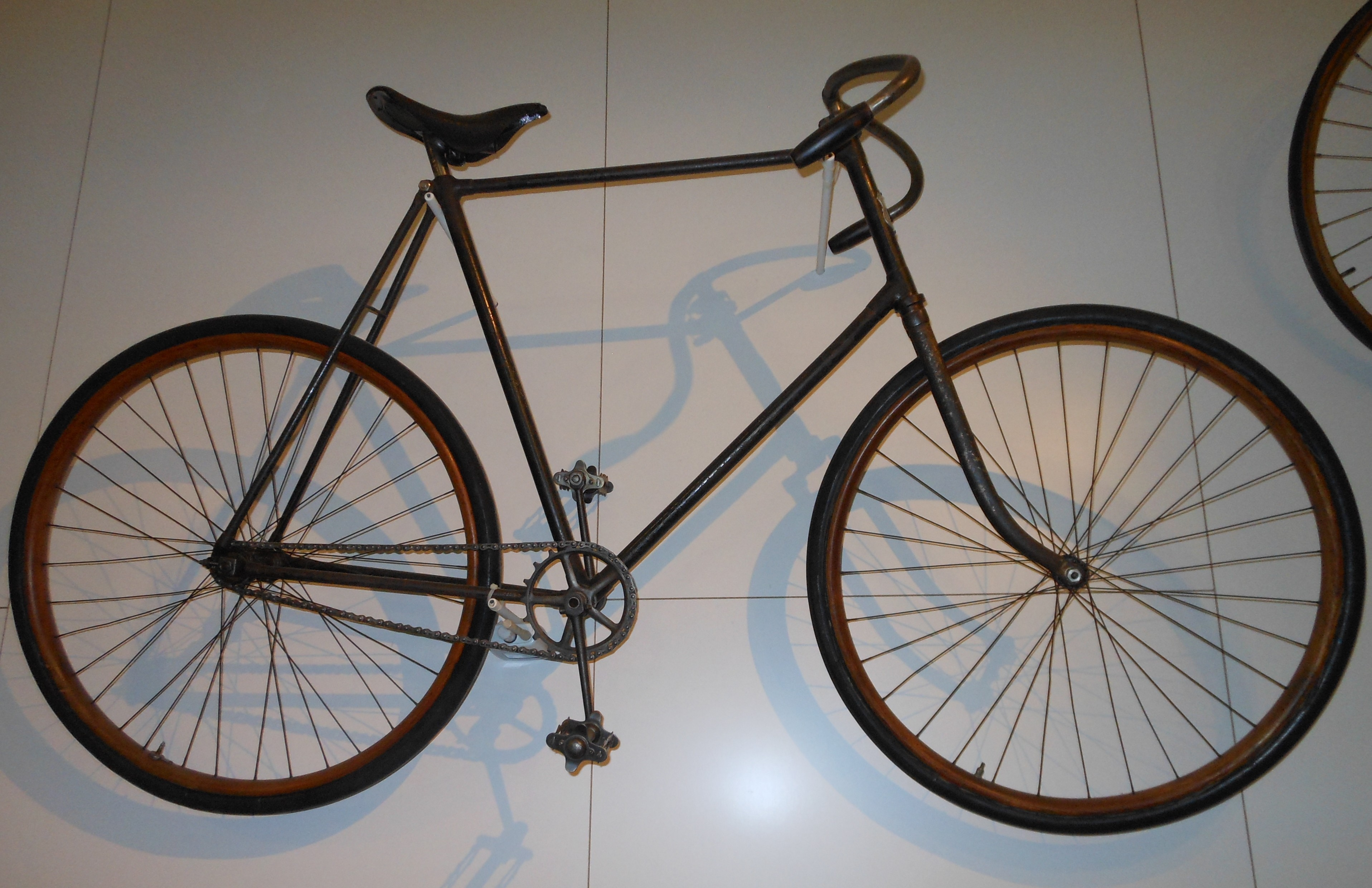
Rennrad „Modell D“ mit Holzfelgen, March-Davis Manufacturing Company, 1894

Ein Rennrad (Schweiz Rennvelo) ist ein Fahrrad, das für den Gebrauch als Sportgerät beim Straßenradsport konstruiert wurde. Es zeichnet sich durch eine leichte Bauweise und die Reduktion auf die zum Fahren erforderlichen Teile aus (also keine Gepäckträger, Schutzbleche, Beleuchtung etc.).

## Technische Merkmale

### Allgemeine Merkmale

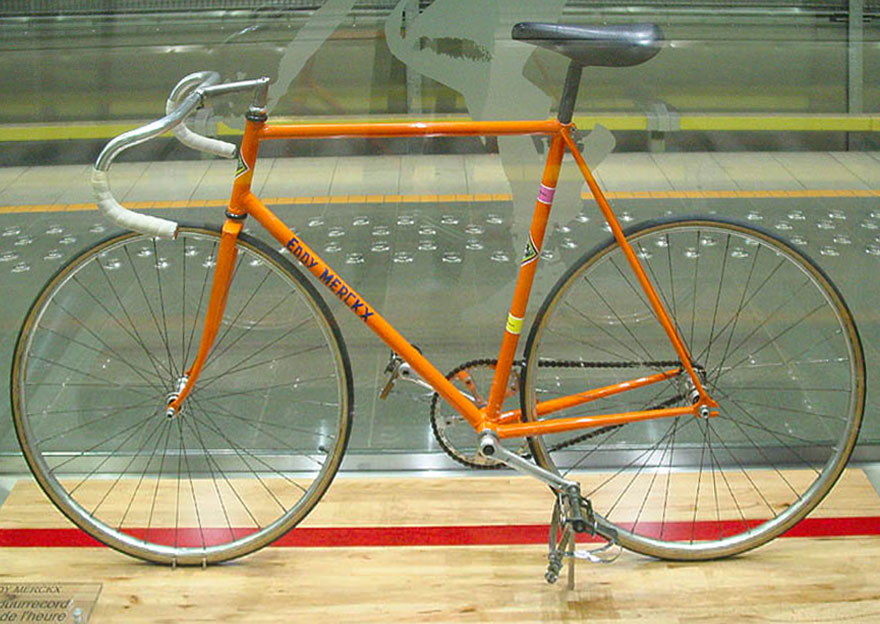
Das Rad von Eddy Merckx beim Stundenweltrekord

Heutige Rennräder wiegen meist zwischen 7 und 9 kg. Laut UCI-Reglement ist aber bei Wettbewerbsrädern ein Mindestgewicht von 6,8 kg zu beachten. Das leichteste je in einem UCI-Rennen eingesetzte Rennrad war die Zeitfahrmaschine von Eddy Merckx, mit der er 1972 einen Stundenweltrekord aufstellte. Es ist ein Bahnrad mit gemufftem Stahlrahmen von Ernesto Colnago und wiegt 5,75 kg. Allerdings gibt es auch schon eine Designstudie, in der ein Rennrad unter 3 kg realisiert wurde. Inwieweit dieses Modell unter Rennbedingungen fahrbar ist, wird kontrovers diskutiert.
Mit der Reglementsänderung aus dem Jahr 2000 (Definition des Begriffs Rennrad) hat die UCI ein Rennrad wie das von Merckx verwendete für Stundenweltrekordversuche als Standard festgelegt (d. h. Bügellenker, Sattelspitze hinter Tretlager usw.) und alle Rekorde der 28 vorhergehenden Jahre annulliert.
Die UCI argumentiert damit, dass bei einem Wettrüsten zum technisch optimierten Fahrrad schlechter ausgerüstete Sportler oder Radsportverbände auf der Strecke blieben.
Die heute üblichen Rennräder haben schmale Felgen und Reifen, einen Rennlenker, den sogenannten Bügellenker oder Hornlenker, der verschiedene Griffpositionen erlaubt und schmaler ist als sonst übliche Lenker (im UCI-Reglement sind max. 50 cm zulässig, es werden jedoch selten breitere als 44 cm verwendet). Die Breite des Lenkerbügels (gemessen von Rohrmitte zu Rohrmitte, meist an den Rohrenden, manchmal an der vordersten Stelle der Vorbiegung; selten ist auch die Lenkergesamtbreite von Außenkante zu Außenkante angegeben) richtet sich nach der Schulterbreite des Fahrers (gemessen von Außenseite zu Außenseite der Schulterknochen) und sollte dieser grob entsprechen. Randonneure nehmen eher etwas breitere Lenker (mehr Kontrolle, Brustkorb weiter geöffnet), Wettkampffahrer nehmen eher etwas schmalere Lenker (aerodynamischere Sitzhaltung, weniger Platzbedarf im Peloton). Aus aerodynamischen Gründen werden beim Triathlon und Zeitfahren Speziallenker bzw. Lenkeraufsätze für konventionelle Bügellenker verwendet, bei denen der Fahrer mit den Unterarmen aufliegt und mit den Händen nach vorn greift. Um ergonomisch sinnvoll zu sein, ist hierfür jedoch eine spezielle Geometrie des Rahmens erforderlich (steilerer Sitzwinkel).
Rennräder haben keine Gepäckträger und keine Schutzbleche und auch keine dafür vorgesehenen Aufnahmen an Rahmen und Gabel. Fest montierte Beleuchtungseinrichtungen und Dynamos besitzen sie grundsätzlich nicht. In der Regel sind ein bis zwei Halter für Trinkflaschen am Unterrohr und Sitzrohr montiert.

### Rahmen

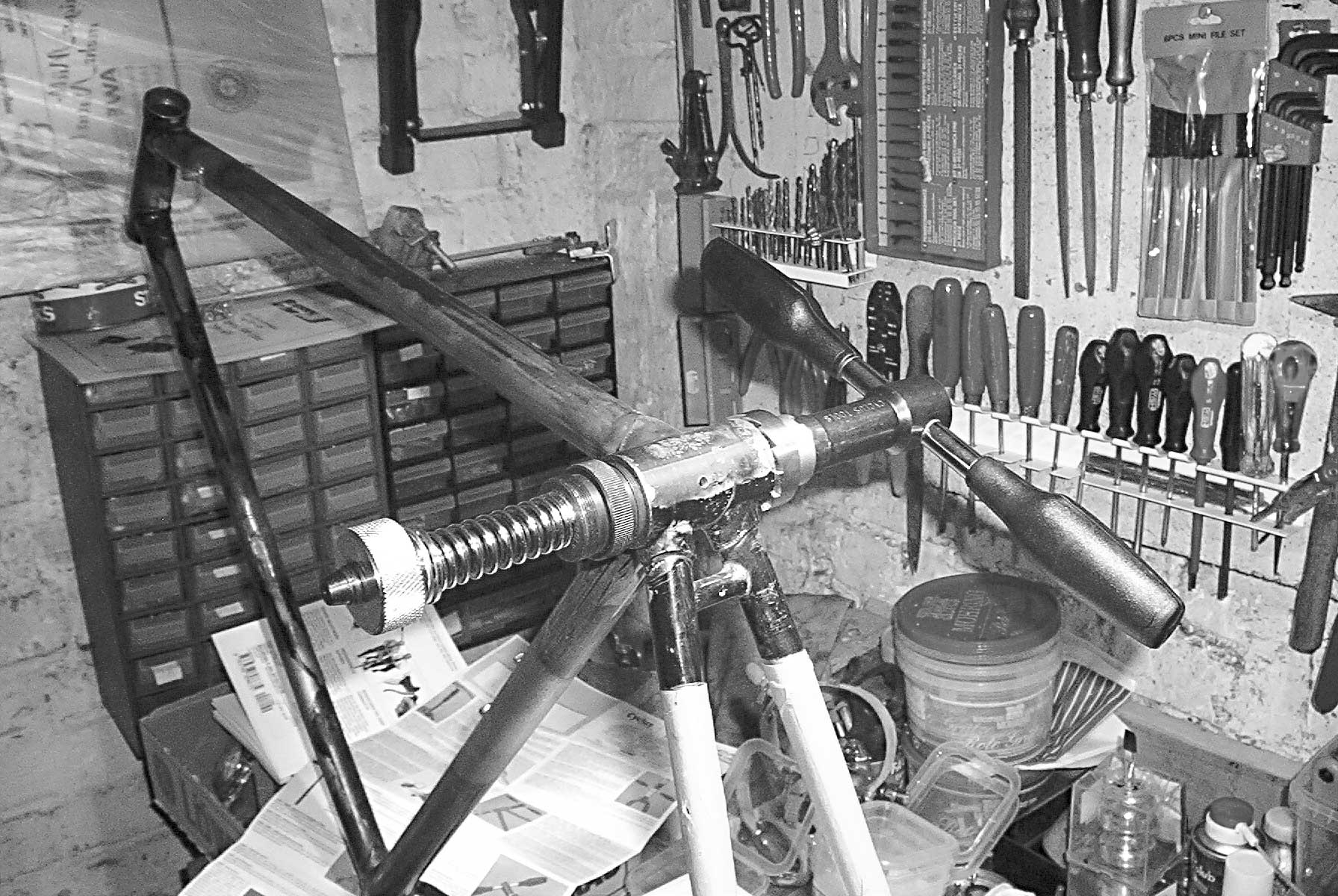
Neuaufbau eines Pinarello-Rennrahmens

Bei normalen Straßenrennrädern hat sich der klassische Diamantrahmen durchgesetzt und ist auch laut UCI-Reglement vorgeschrieben. Bei Zeitfahrmaschinen und Rekordrädern gibt es zwar etwas mehr Freiheiten, aber auch hier muss, wenn das Rad in einem Wettbewerb eingesetzt wird oder eine Rekordfahrt offiziell anerkannt werden soll, der Rahmen „die Form eines Dreiecks erkennen lassen.“ Diese Bestimmungen sollen Chancengleichheit herstellen, allerdings wird auch eingewendet, dass sie Innovationen verhindern.

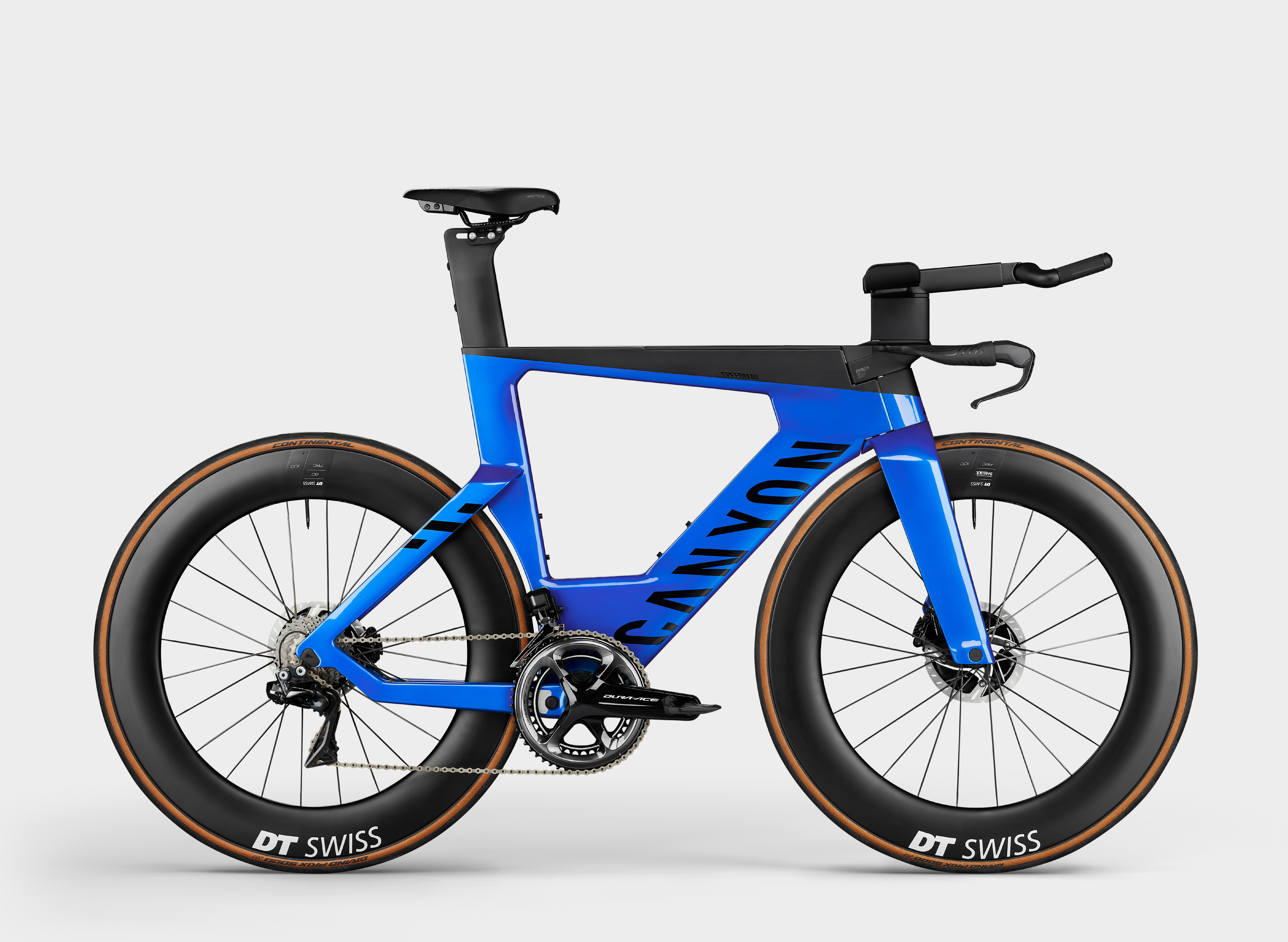
Modernes Triathlonrad

Viele Hersteller bieten mittlerweile spezielle Rahmen für Frauen an. Diese besitzen meist einen kürzeren Radstand und/oder steilere Sitzrohre.
Außerhalb des UCI-Reglements, z. B. im Triathlon-Bereich, werden auch freie Konstruktionen bis hin zu Monocoques aus Verbundwerkstoffen eingesetzt.
Als Rahmenmaterial hat sich im Profiradsport seit den 2000er-Jahren kohlenstofffaserverstärkter Kunststoff (Carbon) durchgesetzt, allgemein finden bei Rennrädern jedoch auch Aluminium, Stahl, und Titan Verwendung. Alle diese Materialien haben sowohl Vor- als auch Nachteile. Kombinationen aus mehreren Materialien, etwa Carbon und Titan, gibt es ebenso wie die Verwendung von Spezialmaterialien oder Legierungen (Magnesium, V4A, Scandium (eine Aluminiumlegierung mit geringem Scandiumanteil)).
Die nachfolgende Tabelle führt Vor- und Nachteile der spezifischen Materialien auf, wie sie in Diskussionen vorgebracht werden. Einzelheiten sind allerdings umstritten.
| Rahmenmaterial                                    | Vorteile | Nachteile |
| ------------------------------------------------- | --- | --- |
| Stahl                                             | - Preiswertes Material - Bei Rahmenbruch Weiterfahrt bedingt möglich                                                    | - höheres Gewicht - Korrosion - Verarbeitung von dünnwandigen und hochfesten Rohren nicht einfach                                                                                                |
| Aluminium                                         | - Preiswertes Material - Massenfertigung gut beherrscht                                                                 | - Hohe Beschädigungsgefahr bei Transport oder Sturz – schon leichte Schläge führen zu Dellen - Gefahr der Spannungsrisskorrosion                                                                 |
| Kohlenstofffaserverstärkter Kunststoff („Carbon“) | - Bei entsprechender Verarbeitung sehr leicht - Keine Korrosionsprobleme - Dämpft Stöße - aerodynamische Formen möglich | - Teure Fertigung - Reparaturen aufwändig - Empfindlich gegen Schläge und Dellen - Unsichtbare Beschädigungen können plötzlich nachgeben – Sturzgefahr - Problematisch bei punktueller Belastung |
| Titan                                             | - Korrosionsbeständig - Leicht                                                                                          | - Schwierige und daher teure Verarbeitung |

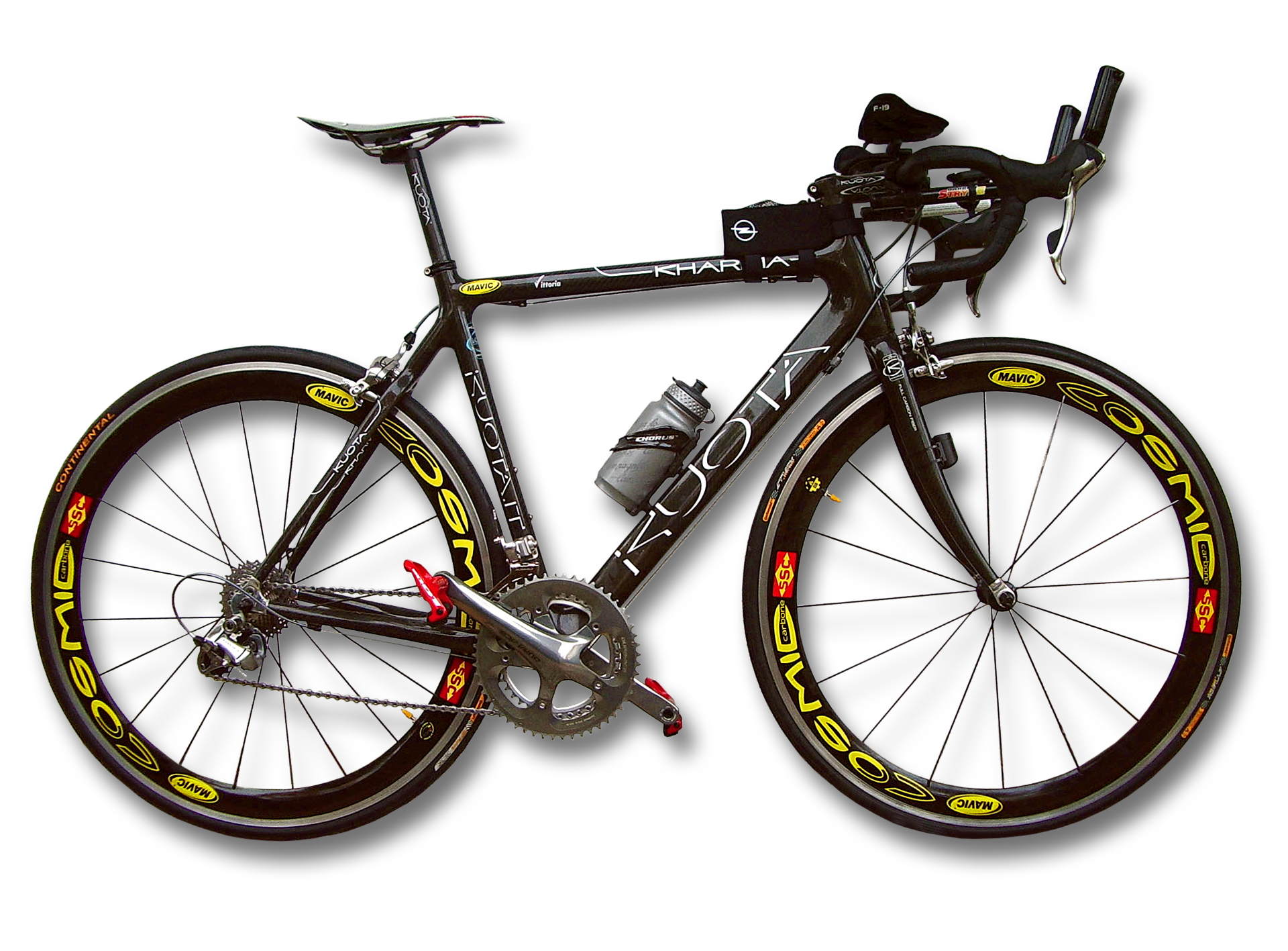
Rennrad mit Zeitfahrlenker

Ein normaler Diamantrahmen kann auch zur Seite ausweichen, was eine geringe Verwindungssteifigkeit erfordert, um eine Federung zu erzeugen. Gerade diese bestimmt aber auch die Fahrstabilität, besonders auf Abfahrten. Jedes Rahmenmaterial bietet neben Vorteilen auch Nachteile. Leichte Rahmen haben oft geringe Lenkkopf- und Tretlagersteifigkeiten. Erstes senkt die Fahrsicherheit, zweites die Effizienz des Tretens.
Neben dem Gesamtgewicht liegt ein besonderes Augenmerk auf der Reduzierung der Masse von Felge und Bereifung. Durch die Rotation geht ihre Masse nahezu doppelt in die Beschleunigungsarbeit ein.

#### Rahmengröße und Sitzposition
Der Radstand eines Rennrades beträgt im Allgemeinen 940 bis 1070 mm bei Rahmenhöhen von 51 bis 64 cm. Für Frauen werden veränderte Rahmengeometrien angeboten, die den weiblichen Ansprüchen hinsichtlich eines entspannten Sitzens entgegenkommen sollen, tatsächlich fahren die meisten Frauen aber wohl „normale“ Geometrien. Grundsätzlich ist eine den Körpermaßen des Radsportlers angepasste Rahmengeometrie zu wählen, damit die physische Leistungsfähigkeit umgesetzt werden kann. Das geht in Sonderfällen (extreme Abweichungen der Körpermaße von der Norm) bis zur Maßanfertigung des Rahmens. Spezielle radsportliche Disziplinen benötigen dabei wieder abgewandelte Rahmengeometrien. So besitzen z. B. Kriteriums-, Bahn- und Steherrahmen einen kürzeren Radstand und 2,5 – 5 mm kürzere Kurbeln sowie ein etwas höher liegendes Tretlager.
Der Sattel wird waagerecht eingestellt und ist höher (in der Regel 4 bis 15 cm) als der Lenker, man spricht hier von der Überhöhung. Die Sattelspitze befindet sich bei Straßenrennrädern etwa 5 cm bis 10 cm – abhängig von Fahrergröße bzw. Beinlänge – hinter der Senkrechten durch die Tretlagerachse. Zur Ermittlung der optimalen Sitzhöhe, d. h. den entlang des Sitzrohres gemessenen Abstand zwischen Satteloberkante und Tretlagermitte, gibt es unterschiedliche Verfahren:
- Es gibt Tabellen und Formeln, die die Sitzhöhe von der Beinlänge ableiten.
- Ein praktisches, obschon lediglich angenähertes Verfahren sagt: Bei bequemer Position auf dem Sattel (und ohne die Hüfte seitlich abzukippen) sollte mit ausgestrecktem Bein die Ferse gerade noch das in seinem untersten Punkt stehende Pedal berühren. Hier gibt es aber Variablen, denn es müssen sowohl die Bauhöhen von Pedal und ggf. dem Bindungssystem sowie die Sohlenstärke bzw. die Absatzhöhe der Schuhe berücksichtigt werden. Eine verbindliche Norm für die Fahrposition gibt es nicht, nur ergonomische Faktoren, daher kann eine präzise, leistungsoptimierte Einstellung nur von einem speziell ausgebildeten Trainer vorgenommen werden. Viele Kriterien, z. B. der Fahrstil (ruhig oder eher unruhig), die Tretfrequenz (kraftbetont oder frequenzbetont), Trainings- und Gesundheitszustand (Wirbelsäule!) sowie externe Faktoren wie Streckenprofil und -länge usw. müssen berücksichtigt werden.
- Inzwischen gibt es auch Onlinekalkulatoren, die die Rahmengrößenberechung vornehmen. Teils werden sie von Onlinehändlern, teils von unabhängigen Betreibern angeboten.

Ähnlich bestimmt man die Sitzlänge, d. h. den Abstand zwischen Sattelspitze und Lenkerrohrmitte:
- Auch hier gibt es Berechnungsformeln, die Körpergröße, Rumpflänge und Armlänge berücksichtigen.
- Die Praktikerregel besagt hier: Der Lenkervorbau als variable Größe wird so gewählt, dass der Abstand Sattelnase bis Lenkerrohrmitte der Unterarmlänge (ab Ellbogenspitze) einschließlich Mittelfinger der ausgestreckten Hand zuzüglich drei bis fünf Fingerbreiten entspricht. Die Vorbauten bei Rennrädern sind deutlich länger als die anderer Fahrradtypen – da die Rahmen einesteils kürzer sind und andererseits eine aerodynamisch flache Position eingenommen werden soll, muss der notwendige Abstand zwischen Lenker und Sattel auf diese Art hergestellt werden.

Diese Regeln sind – selbst für normal gebaute Menschen – nur Anhaltspunkte. Die endgültige Sitzposition findet der Fahrer meist erst nach ausführlichen Versuchen und, wie oben erwähnt, durch die Beobachtung erfahrener Trainer. Sinnvoll für wettkampforientierte Radsportler sind kleine Korrekturen um wenige Millimeter.

### Laufräder
Überwiegend werden Rennräder mit 28-Zoll-Laufrädern gefahren, die einen Felgen-Nenndurchmesser von 622 mm haben. Da Rennradreifen schmaler und niedriger sind als gewöhnliche 28-Zoll-Reifen, beträgt der tatsächliche Außendurchmesser des Reifens weniger als 27 Zoll. Spezielle Kriteriums-Laufräder können auch noch kleiner sein (z. B. Eddy Merckx). Im Triathlonbereich waren lange Zeit 26"-Laufräder mit einem Felgendurchmesser von 571 mm üblich.
Die Zoll-Angaben sind im Gegensatz zur neueren ETRTO-Bemaßung nicht eindeutig. 26"-Laufräder von Mountainbikes und Alltagsrädern besitzen beispielsweise im Allgemeinen einen Felgennenndurchmesser von 559 mm.

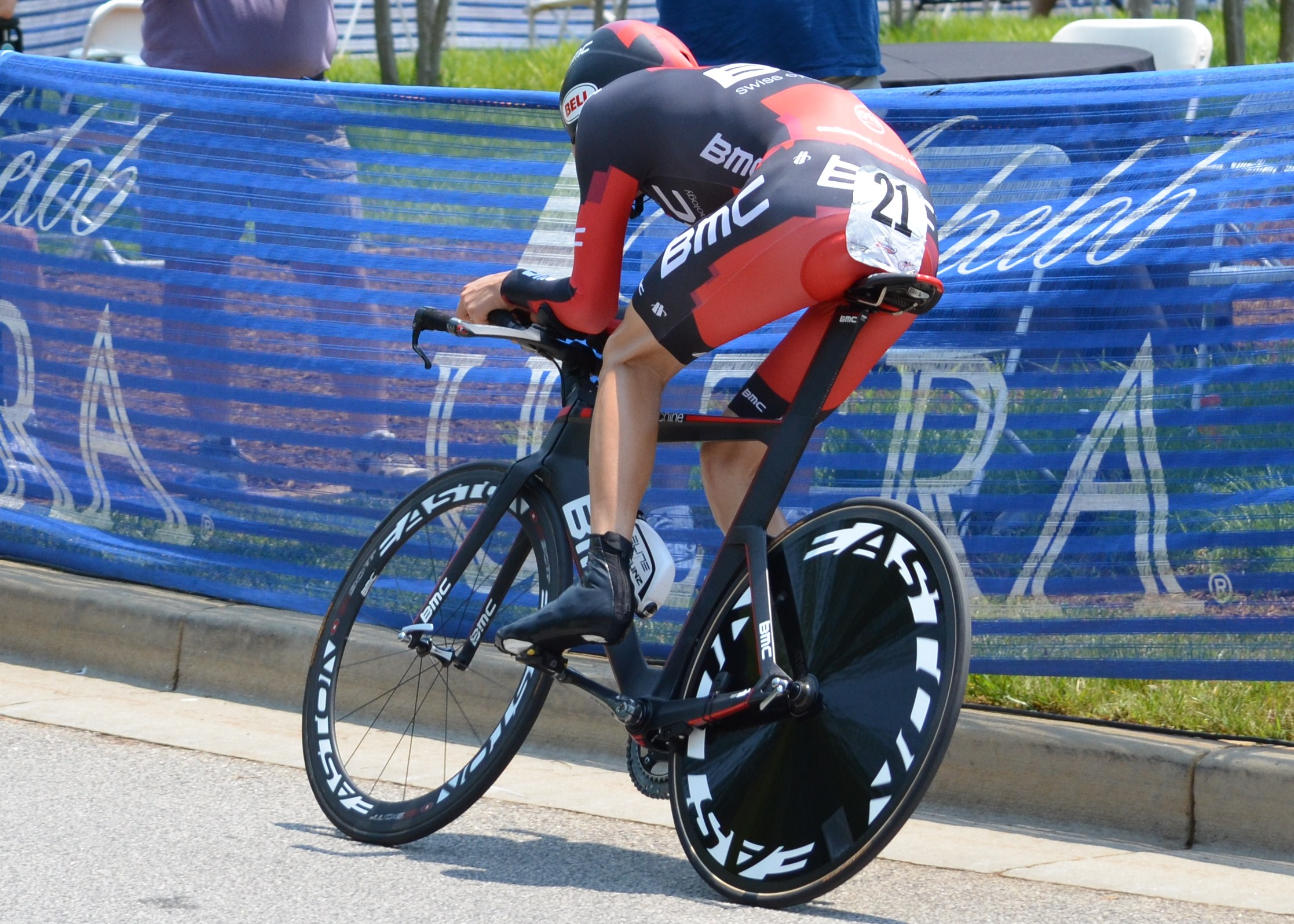
Zeitfahrrad mit Hochprofilfelge vorne und Scheibenrad hinten.

Im Laufe der Zeit hat sich auch die Form der Felge verändert. Lange Zeit waren Felgen mit leicht gerundetem Rechteck-Profil üblich, sogenannte Kastenfelgen. Diese wurden von Hochprofilfelgen abgelöst, die besonders steif, aerodynamischer, aber auch etwas schwerer sind. Beim Zeitfahren werden auch häufig Scheibenräder eingesetzt. Auch abgeflachte Messerspeichen können den Luftwiderstand weiter verringern. Die Wirkung ist jedoch gering und erst ab Geschwindigkeiten über 40 km/h messbar.

#### 27" ist größer als 28"
Paradoxerweise haben 27"-Felgen mit 630 mm einen größeren  ETRTO-Nenndurchmesser als 28"-Felgen mit 622 mm (1 Zoll = 25,4 mm). 28"-Felgen waren ursprünglich für wesentlich dickere Reifen konzipiert, als die für den Radrennsport gedachten 27"er Felgen. Der Außendurchmesser der Laufräder ergibt sich daher beispielsweise wie folgt:
```
630
 
mm Felge + 2 × 28,0
 
mm Reifen = 686
 
mm = 27"
622
 
mm Felge + 2 × 44,5
 
mm Reifen = 711
 
mm = 28"
```

Tatsächlich erreichen 28"-Laufräder mit den bei Rennrädern üblichen 23 mm-Reifen sogar nur einen Durchmesser zwischen 665 und 675 mm:
```
622
 
mm Felge + 2 × 23
 
mm Reifen = 668
 
mm = 26,3".
```

#### Bereifung
Früher wurden bei Rennrädern Laufräder mit Schlauchreifen eingesetzt. Heute werden diese vorwiegend im Profisport und im Cyclocross verwendet, Drahtreifen werden immer beliebter. Eine Variante der Drahtreifen stellen Faltreifen dar. Diese besitzen biegsame Kevlar-Fäden statt der in den Reifenwülsten eingearbeiteten starren Drähte, die ein platzsparendes Zusammenfalten und den einfachen Transport eines Ersatzmantels z. B. unter dem Sattelgestell ermöglichen. Faltreifen sind in der Regel leichter und werden von den Herstellern als insgesamt hochwertigere Alternative zu Drahtreifen angeboten. Seit Ende der 2010er-Jahre spielen bei Rennrädern auch schlauchlose Reifen („tubeless“) eine Rolle.
Die optimale Reifenbreite für Rennradreifen ist umstritten – sie ist unter anderem von Sportdisziplin und Untergrund abhängig und hat Einfluss auf Rollwiderstand, Gewicht, Aerodynamik und Komfort. Während in den 2000er-Jahren die Standardbreite im Straßenrennsport bei 22–24 mm lag, gab es in den 2010er und 2020er Jahren einen Trend hin zu größeren Reifenbreiten von 25 mm, 28 mm oder noch mehr. Dieser Trend wurde auch durch die zunehmende Verbreitung von Scheibenbremsen an Rennrädern beeinflusst, die größere Reifenbreiten erst ermöglichen.
Besonders schmale Rennradreifen werden unter Radrennfahrern auch scherzhaft Dackelschneider genannt.
Der Begriff geht möglicherweise auf eine Glosse von Jörg Spaniol in der Radzeitschrift Tour zurück.
Diese Reifen mit einer Breite von 18 bis 20 mm waren in den 1990er Jahren am Rennrad sehr verbreitet.

### Schaltung
Bei Rennrädern kommen in der Regel Kettenschaltungen zum Einsatz, bei besseren Rädern mit 2 Kettenblättern und 10 bis 12 Ritzeln, an Freizeiträdern gelegentlich auch mit drei Kettenblättern vorn und nur 8 oder 9 Ritzeln hinten. Ähnlich wie bei Mountainbikes finden auch bei Rennrädern zum Teil Schaltungen Verwendung, die nur noch ein Kettenblatt besitzen, so bspw. bei der Tour de France 2023.
Seit etwa 2003 kommen im Freizeitbereich verstärkt sogenannte Kompaktkurbeln zum Einsatz. Hier sind die beiden Kettenblätter vorn etwas kleiner. Sie ermöglichen ähnlich kleine Gänge zum Bergauffahren wie Dreifachsysteme, sind aber schneller zu schalten und leichter als Systeme mit drei Kettenblättern, für die man zusätzlich spezielle Schalthebel, ein Schaltwerk mit längerem Käfig und eine längere Kette braucht. Zudem weisen Kompaktkurbeln mit zwei Kettenblättern weniger Gangüberschneidungen auf, man hat also weniger „doppelte Gänge“ (Kettenblatt-/Zahnkranzkombination mit gleicher Übersetzung), und sie behalten die typische Rennradoptik, die man von Profirädern gewohnt ist.
Schalt- und Bremsgriffe sind seit den 1990er-Jahren, insbesondere seit der Einführung indizierter Schaltungen, als integrierte Einheiten üblich, während bei früheren Modellen die Schalthebel beidseitig am Unterrohr des Rahmens angeordnet waren. Bei integrierten Brems-/Schaltgriffen wird mit einer seitlichen Auslenkung des Bremshebels (durch Fingerdruck auf die Außenseite) und/oder mit einem hinter dem Bremshebel angeordneten, kleinerem Auslösehebel der Gangwechsel durchgeführt, wobei je eine Einheit auf den Umwerfer und eine auf das Schaltwerk wirkt. Aus Gewichtsgründen verwenden einige Radrennfahrer bei Bergzeitfahren Rahmenschalthebel für den weniger häufig benutzten Umwerfer. Inzwischen bieten mehrere Hersteller auch elektronische Schaltungen ohne mechanische Seilzüge an, bei denen Umwerfer und Schaltwerk motorbetrieben arbeiten.

#### Übersetzungen
Die fortschreitende Technik – vor allem immer schmalere Ketten, die eine höhere Zahl von Ritzeln ermöglichten – hat die Übersetzungsvielfalt am Rennrad in den letzten beiden Jahrzehnten erheblich in die Höhe schnellen lassen. Während in den 1980er Jahren die 6-fache Zahnkranzkassette gerade den 5-fach-Kranz verdrängt hatte, kamen in den 1990ern der 7-fach-, dann der 8-fach-Kranz, denen dann in schneller Folge Ende der 1990er Jahre die 9-fach- und 10-fach-Kassette folgten. Seit 2009 wird von Campagnolo die 11-fach-Kassette angeboten, seit 2012 von Shimano und seit 2013 auch von SRAM. Die 12-fach-Kassette befindet sich seit 2018 (Campagnolo) am Markt, SRAM folgte 2019, Shimano 2020.
Trotz der in der Hobbyklasse mit maximal 10-fachem Schaltwerk auch verwendeten 3-fach-Kettenblattgarnitur ist die 2-fach-Ausstattung mit einem großen Kettenblatt mit 46 bis 53 Zähnen und einem kleinen mit 30 bis 39 Zähnen heute Standard. Damit sind höchste Übersetzungen von 4,8 (53:11) und, je nach großem Blatt, darüber möglich. Bei Hobbysportlern erfreuen sich mittlerweile die sogenannten Kompakt- und Subkompaktkurbeln mit 50, 48 oder 46 Zähnen am großen und 34, 32 oder 30 Zähnen am kleinen Kettenblatt wachsender Beliebtheit, die immerhin noch knapp 4,2 bis gut 4,5 bieten. Die kleineren Blätter werden standardmäßig bei den vom Rennrad abgeleiteten Gravelbikes und Cyclocrossern eingesetzt, die allein durch ihre breiteren (und damit höher bauenden) Reifen einen größeren Raddurchmesser haben.
Die Kassetten werden je nach Einsatzzweck gewählt. Eine 12-fach-Kassette kann bei überwiegendem Fahren im Flachen feine Gangsprünge von nur je einem Zahn (11–22) bzw. knapp 5 bis gut 9 % liefern und im Zusammenspiel mit einem 39-er Kettenblatt eine kürzeste Übersetzung bis 1,77 (39:22). Müssen steilere Bergpassagen bewältigt werden, so erhöht man die Spreizung durch Sprünge von zwei oder mehr Zähnen bei den kleinen Gängen und kann im Extremfalle bis zu einer Einradübersetzung (1=32:32) und darunter kommen. Eine übliche Stufung fürs Gebirge ist z. B. 11-12-13-14-16-18-20-22-25-28-32-36 bzw. die ersten 10 oder 11 Stufen davon. Dabei beträgt der kürzeste Gangsprung dieser Übersetzung 7,7 % (14:13=1,077), der längste 14,3 % (16:14=32:28=1,143).
Durch den Überschneidungsbereich zwischen dem kleinen Blatt in hohen Gängen und dem großen Blatt in niedrigen ist kurzfristig in hektischen Rennsituationen eine ausreichende Vielfalt zur Vermeidung doppelter Schaltvorgänge gegeben, gleichzeitig kann langfristig ein übermäßiger und den Verschleiß erhöhender Kettenschräglauf („klein-klein“ wie 39-11 und „groß-groß“ wie 53-32) vermieden werden.

### Bremsen
Bis in die späten 2010er-Jahre fanden überwiegend seilzugbetätigte Felgenbremsen Verwendung. Die Ende der 1980er Jahre populären Delta-Bremsen von Campagnolo boten zwar eine bessere Bremsleistung als damalige Eingelenk-Seitenzugbremsen, waren jedoch schwer, kompliziert zu warten und verlangten höhere Bedienkräfte.
Scheibenbremsen konnten sich bei Straßenrennen – im Gegensatz zum Mountainbike- und Querfeldeinsport – zunächst nicht durchsetzen. In den emotional geführten Diskussionen unter Rennradfahrern wurden unter anderem das höhere Gewicht oder Verletzungsgefahr an den scharfen Kanten der Bremsscheiben bei Stürzen als Nachteile aufgeführt. Dennoch wurden in den 2010er-Jahren vermehrt Rennräder mit Scheibenbremsen angeboten; auch bei der Tour de France 2017 kamen erstmals scheibengebremste Räder zum Einsatz, nachdem der Einsatz von der UCI zugelassen worden war. Die Fahrradindustrie schaffte um 2020 herum Fakten und begann, viele neue Rennradmodelle nur noch mit Scheibenbremsen anzubieten. In der Saison 2021 setzte Ineos Grenadiers als einziges World-Tour-Team der Männer noch ausschließlich auf Felgenbremsen.

## Arten und Abwandlungen von Rennrädern

### Typen
Bei Rennrädern für den allgemeinen Straßenrennsport nach UCI-Regeln unterscheidet man in der Regel drei Kategorien:

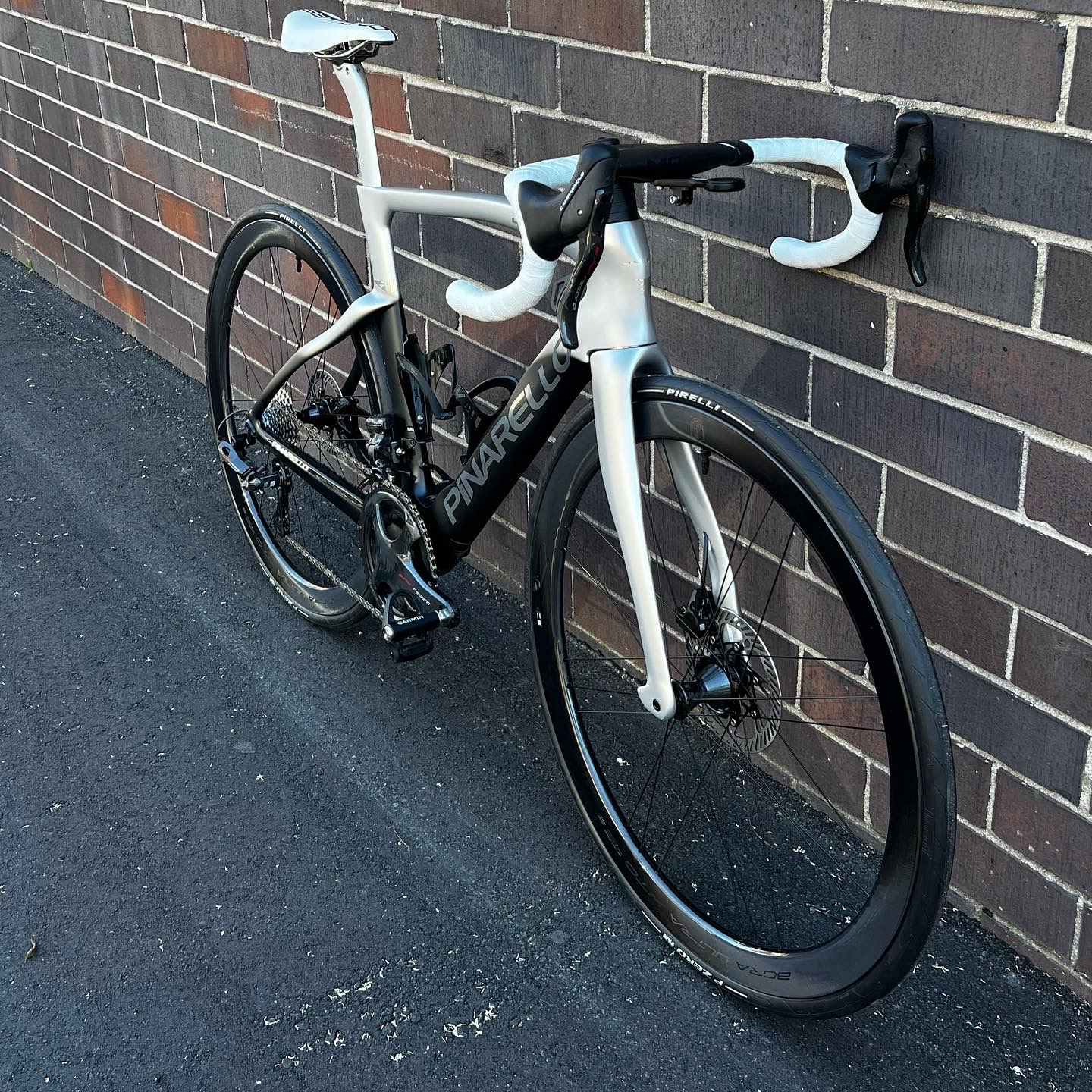
Aero-Rennrad
Aero-Rennräder sind auf besonders geringen Luftwiderstand für hohe Geschwindigkeiten ausgelegt. Rahmen, Gabeln, Sattelstützen, Lenker und Schaltgruppen und sind tropfenförmig gestaltet. Insbesondere Carbon bietet großen Gestaltungsvielfalt bei der Formgebung. Schalt- und Bremszüge sind in der Regel komplett innenverlegt. Der Sattel ist deutlich überhöht und die Sitzposition gestreckt. Der Antrieb ist lang übersetzt, um auch bei hohen Geschwindigkeiten noch effizient treten zu können.
Felgen haben Bauhöhen von 40–80 mm und häufig abgeflachte „Messerspeichen“, welche aerodynamischer sind, jedoch die Anfälligkeit gegenüber Seitenwind erhöhen.
Durch den größeren Materialeinsatz ist das Gewicht oft höher als bei Racemodellen, allerdings erreichen höherpreisige Modelle auch das UCI-Mindestgewicht von 6,8 kg.
Race- oder Bergrennrad
Diese Rennräder sind auf besonders geringes Gewicht optimiert, um insbesondere an Steigungen und in der Beschleunigung einen Vorteil zu bieten. Durch Fortschritte in der Leichtbauweise sind diese Räder häufig ebenfalls auf Aerodynamik optimitiert, jedoch weniger radikal als Aerorennräder.
Endurance- oder Marathonrennrad

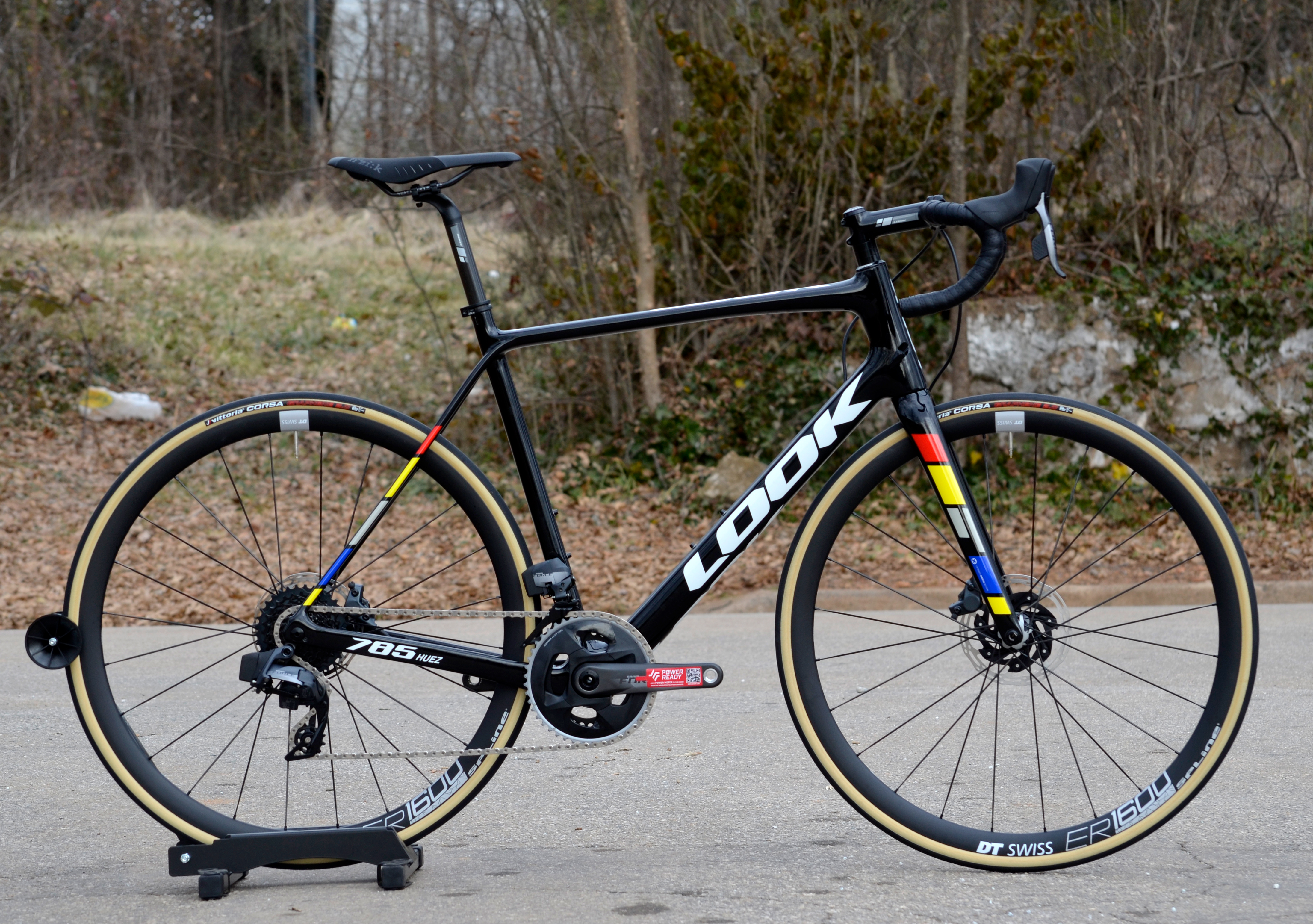
Endurance-Rennrad

Endurance-Rennräder sind auf Komfort auf Langstrecken optimiert. Die Sitzposition ist aufrechter und das Laufverhalten durch längeren Radstand ruhiger. Gabel und Rahmen lassen Raum für die Montage breiterer Reifen bis zu 38 mm Breite. Rahmen sind in der Regel aus Aluminium oder Carbon gefertigt. Die Schaltung ermöglicht auch kurze Übersetzungen bis 1:1, um Anstiege mit niedrigerer Geschwindigkeit befahren zu können. Gewicht und Luftwiderstand sind höher als bei Aero- und Racerennrädern. Dieser Typ wird häufig im Einsteiger- und Hobbybereich gefahren, jedoch auch bei Radmarathons und Gravelrennen genutzt.

### Verwandte Radtypen
Von Rennrädern gibt es etliche Abwandlungen, die im Wesentlichen viele Merkmale des von der UCI definierten Rennrades aufweisen, aber auf den speziellen Einsatzzweck hin optimiert sind. Die meisten dieser Räder sehen wegen des Bügellenkers wie Rennräder aus. Für klassische Radrennen (Rundfahrten und Klassiker) sind diese Räder nicht geeignet und nicht zugelassen.
- Triathlonrad, mit speziell angepasster Aerodynamik und stark gebeugter Sitzposition („Triathlonlenker“) für Triathlonrennen mit Windschattenverbot
- Zeitfahrmaschinen, optimierte Aerodynamik für das Einzelzeitfahren, oft mit Scheibenrad hinten
- Bahnrad, mit starrem Gang ohne Schaltung und Bremsen für Bahnrennen
- Cyclocrossräder (Querfeldeinräder), auch Crosser genannt, robuste Rennräder mit voluminöserer und profilierter Bereifung für Querfeldeinrennen und anderer Bremstechnik. Seit Ende der 2010er-Jahre werden Querfeldein-Rennräder mit stärkerem Fokus auf Alltags- und Reisetauglichkeit (z. B. breiteren Reifen, Befestigungsmöglichkeiten für Schutzbleche und Gepäck) als Gravelbikes vermarktet.
- Randonneur (oder Randonneuse), spezielles Rennrad für Langstreckenfahrten, manchmal mit Schutzblechen, Licht und kleinem Gepäckträger
- Halbrenner, oft auch Speedbike, Fitnessrad oder Flatbar-Racer genannt, Rennräder mit geradem Touren- oder MTB-Lenker statt des Rennbügels

## Rechtlicher Status

### Deutschland
In Deutschland gibt es für Rennräder keine besonderen rechtlichen Bestimmungen. In der Straßenverkehrs-Ordnung und Straßenverkehrs-Zulassungs-Ordnung (StVZO) werden Rennräder nicht erwähnt. Für Rennräder gelten somit die Regelungen bezüglich der Radwegbenutzungspflicht, dem Nebeneinanderfahren und geschlossenen Verbänden wie für andere Fahrräder.
Bis 2017 wurde das Rennrad in der StVZO im Zusammenhang mit lichttechnischen Anlagen an Fahrrädern genannt. Es wurde dort nicht näher definiert. Bei Rennrädern bis zu 11 kg Gewicht durften für den Betrieb von Scheinwerfer und Schlussleuchte anstelle der Lichtmaschine auch eine oder mehrere Batterien mitgeführt werden, der Scheinwerfer und die vorgeschriebene Schlussleuchte mussten nicht fest am Fahrrad angebracht sein, die Scheinwerfer und Schlussleuchte mussten nicht zusammen einschaltbar sein, und es durfte auch ein Scheinwerfer mit niedrigerer Nennspannung als 6 Volt mitgeführt werden.
Die Verordnung wurde 2013 und 2017 angepasst, um technischen Neuerungen im Bereich der batteriebetriebenen Fahrradbeleuchtung Rechnung zu tragen, wodurch die gesonderte Behandlung von Rennrädern entfiel.

### Österreich
Die österreichische Fahrradverordnung definiert ein Rennrad folgendermaßen:
§ 4 (1) Als Rennfahrrad gilt ein Fahrrad mit folgenden technischen Merkmalen:
1. Eigengewicht des fahrbereiten Fahrrades höchstens 12 kg
2. Rennlenker
3. Äußerer Felgendurchmesser mindestens 630 mm
4. Äußere Felgenbreite höchstens 23 mm

Sie dürfen bei Tag und guter Sicht ohne Klingel und Reflektoren verwendet werden.
Rennradfahrende auf Trainingsfahrten sind von der Radwegbenutzungspflicht ausgenommen und dürfen nebeneinander fahren. Laut BMK gelten alle bei Rennen genutzten Lenkerformen, also auch gerade Bauformen und Zeitfahrlenker, als Rennlenker. Trainingsfahrten können auch mit Alltagsfahrten kombiniert werden.

### Schweiz
In der Schweiz müssen Rennpedale nicht mit Reflektoren ausgestattet sein. Ansonsten gibt es keine besonderen Bestimmungen für Rennvelos.